# 徐城街道
徐城街道，是中华人民共和国广东省湛江市徐闻县下辖的一个乡镇级行政单位。

## 行政区划
徐城街道下辖以下地区：
龙尾社区、木棉树社区、向阳社区、南门塘社区、华建社区、大糖社区、附城社区、何宅寮村、西门村和北门村。